# Parafia Świętych Męczenników Cyryka i Julity w Lloret de Mar
Parafia Świętych Męczenników Cyryka i Julity (Приход в честь святых мучеников Кирика и Иулитты) – prawosławna parafia w Lloret de Mar w Katalonii.
Jest parafią Rosyjskiego Kościoła Prawosławnego, podlegając patriarchatowi moskiewskiemu i eparchii madrycko-lizbońskiej. Po powołaniu była obsługiwana przez duchowieństwo z parafii Zwiastowania NMP w Barcelonie. W 2019 był to igumen Serafim (Pawłow) i ojciec Wasilij (Stopujak).
Parafię powołano w lutym 2011. W czerwcu tego roku na jej potrzeby eparchia chersoneska, do której wówczas należała, wydzierżawiła zabytkową, ale zaniedbaną kaplicę św. Cyryka. Parafia utrzymuje kontakty kulturalno-religijne z Cerkwią w Rosji. Prowadzona przez nią działalność służy nie tylko prawosławnym mieszkańcom Lloret de Mar, ale również licznym rosyjskojęzycznym turystom.